# Rhabdogaster pulverulentus
Rhabdogaster pulverulentus là một loài ruồi trong họ Asilidae. Rhabdogaster pulverulentus được Loew miêu tả năm 1858. Loài này phân bố ở vùng nhiệt đới châu Phi.